# Robert MacKay (mathématicien)
Pour les articles homonymes, voir MacKay.
Ne doit pas être confondu avec Robert Mackay.
Robert Sinclair MacKay (né le 4 juillet 1956 à Carshalton, Surrey) est un mathématicien britannique qui travaille sur les systèmes dynamiques, la dynamique non linéaire et les systèmes complexes. Il est professeur à l'université de Warwick.

## Carrière
Mackay étudie les mathématiques au  Trinity College de l'université de Cambridge où il obtient un bachelor en 1977 et en 1978 la 3e partie des Mathematical Tripos avec distinction ; en 1982 il soutient une thèse de doctorat (Ph. D.) en astrophysique au laboratoire de physique des plasmas de l'université de Princeton sous la direction de John M. Greene et Martin Kruskal (« Renormalization in area-preserving maps »). Il est ensuite  chercheur postdoctoral au Queen Mary College de l’université de Londres (auprès de Ian C. Percival), à l'Institut des hautes études scientifiques en 1983/84 comme professeur invité et à l'université Warwick. En 1988 il est Lecturer, en 1990 Reader et en 1993 professeur à Warwick.  En 1994/95 il est chercheur invité au CNRS et professeur invité à l'université de Dijon.  À partir de 1995 il est professeur de dynamique non linéaire au Department of Applied Mathematics and Theoretical Physics (DAMTP) de l'université de Cambridge et directeur du  Nonlinear Centre et Fellow des Trinity College. En 2000, il devient professeur de mathématiques à Warwick et directeur de la recherche mathématique interdisciplinaire. En 2010/11 il est professeur invité à l'université libre de Bruxelles.

## Prix et distinctions
- 1992 : Prix Stefanos Pnevmatikos (en)[3]
- 1994 : Prix Whitehead
- 2000 : Fellow de la Royal Society[4]
- 2000 : Fellow de l'Institute of Physics
- 2003 : Fellow de l'Institute of Mathematics and its Applications, dont il était président en 2012/13[5]
- 2012 : Wolfson Research Merit Award
- 2015 : Prix Whitehead Senior.
- Oct. 2017 - Sept. 2019 : Turing fellow, Alan Turing Institute

## Publications (sélection)
- J. M. Greene, R. S. MacKay, F. Vivaldi et M. J. Feigenbaum, « Universal behaviour in families of area preserving maps », Physica D, vol. 3,‎ 1981, p. 468–486.
- R. S. MacKay, « A renormalisation approach to invariant circles in area preserving maps », Physica D, vol. 7,‎ 1983, p. 283–300.
- R. S. MacKay et J. D. Meiss, « Linear stability of periodic orbits in Lagrangian systems », Phys. Lett. A, vol. 98,‎ 1983, p. 92–94.
- R. S. MacKay, J. D. Meiss et I. C. Percival, « Stochasticity and Transport in Hamiltonian systems », Phys. Rev. Lett., vol. 52,‎ 1984, p. 697–700.
- R. S. MacKay, J. D. Meiss et I. C. Percival, « Transport in Hamiltonian systems », Physica D, vol. 13,‎ 1984, p. 55–81.
- R. S. MacKay et I. C. Percival, « Converse KAM: theory and practice », Comm. Math. Phys., vol. 98,‎ 1985, p. 469-512.
- R. S. MacKay et J. D. Meiss (éditeurs), Hamiltonian Dynamical Systems : a reprint selection, Bristol, Adam Hilger, 1987
- R. S. MacKay, Renormalization in area-preserving maps, World Scientific, 1993
- R. C. Ball, V. N. Kolokotsov et R. S. MacKay (éditeurs), Complexity Science : The Warwick Master´s Course, Cambridge University Press, coll. « LMS Lecture Notes » (no 408), 2013